# 孟杰路
孟杰路，元朝时设置的路。在今泰国清迈。
元泰定帝泰定三年（1325年），八百媳妇蛮请元朝设官守，在其地设置木安、孟杰二府。